# (Infinity) (албум)
(Infinity) (срп. (Бесконачно)) је шести албум групе Плави оркестар. Албум садржи 12 песама од којих су хитови Одлазим, Шампион, Азра, Тако мале ствари итд. Изашао је 1999. године у издању Pop Records из Словеније. Након успеха овог албума, следи пауза до 2009. године.
Ово је први албум Плавог оркестра који је добио званично издање у СРЈ након албума Симпатија.

## Позадина
Група је наступала на ВШС 1999. године у Сарајеву са песмом Шампион. Освојили су 4. место.

## Албум
На снимању су поред чланова бенда учествовали Никша Братош, Маријан Бркић и др. Лоша је за овај албум свирао и тамбурицу. Поред песме Одлазим, у велике хитове са овог албума спадају и препеви песмама Пијем да је заборавим, Дјевојка из снова, О какав мјесец и Заувијек.
За песму Одлазим, снимљен је спот.

## Списак песама
| №   | Назив                 | Трајање |  |
| 1.  | Одлазим               | 3:18    |  |
| 2.  | Дјевојка из снова     | 4:17    |  |
| 3.  | Отровни цвијет        | 3:50    |  |
| 4.  | Тако мале ствари      | 4:23    |  |
| 5.  | Сада ми се јављаш     | 5:04    |  |
| 6.  | Једина                | 3:39    |  |
| 7.  | Шампион               | 3:09    |  |
| 8.  | Азра                  | 4:10    |  |
| 9.  | О какав мјесец        | 4:20    |  |
| 10. | Пијем да је заборавим | 4:30    |  |
| 11. | Љубав није лака ствар | 1:56    |  |
| 12. | Заувијек              | 4:28    |  |

## Наслеђе
Ради потребе филма Гори ватра, Лошић је написао турску верзију песме Одлазим и изводи је Џандан Ерчетин.